# Empis kugleri
Empis kugleri är en tvåvingeart som beskrevs av Chvala 1999. Empis kugleri ingår i släktet Empis och familjen dansflugor. Inga underarter finns listade i Catalogue of Life.